# Kodeste
Koordinaten: 59° 2′ N, 22° 37′ O
Kodeste ist ein Dorf (estnisch küla) in der Landgemeinde Hiiumaa (2013 bis 2017: Landgemeinde Hiiu, davor Landgemeinde Kõrgessaare) auf der zweitgrößten estnischen Insel Hiiumaa (deutsch Dagö).

## Beschreibung und Geschichte
Kodeste hat acht Einwohner (Stand 31. Dezember 2011). Der Ort liegt im Südwesten der Halbinsel Tahkuna (Tahkuna poolsaar), acht Kilometer nordwestlich der Inselhauptstadt Kärdla. Nordöstlich des Dorfes liegt das 68 Hektar große Kodeste-Moor (Kodeste soo).
Der Ort wurde erstmals 1565 unter dem Namen Kotzta urkundlich erwähnt. Er hieß in seiner Geschichte auch Pikkas oder Pickpex.